# Sajósárvár
Sajósárvár, 1910-ig Sárvár (románul: Șirioara) falu Romániában, Erdélyben, Beszterce-Naszód megyében.

## Fekvése
Besztercétől 24 km-re nyugatra, Bethlentől 17 km-re délre, a Sajó bal partján fekszik.

## Népessége

### A népességszám változása
Lakóinak száma az 1910-es évekig nőtt, azóta csökken.

### Etnikai és vallási megoszlás
- 1850-ben 355 lakosából 298 volt román, 33 magyar, 18 zsidó és hat magyar nemzetiségű; 298 görögkatolikus, 38 református és 18 zsidó vallású.
- 2002-ben 289 román nemzetiségű lakosából 281 volt ortodox és nyolc görögkatolikus vallású.

## Története
Tatár Árpád besztercei régész a sajósárvári földvár 1972-ben folytatott ásatására hivatkozva úgy véli, hogy a falu határában zajlott 1068-ban a Cserhalmi csata, melynek során a földvár elpusztult. A vár a falutól keletre emelkedő dombon állt.
A falut először 1345-ben említették, Sarwar alakban. Ekkor Bálványos vára uradalmához tartozott. 1434 és 89 között a Sárvári, 1489–1555-ben a csulai Váncsa család birtokolta. 1475-ben magyar lakosságú volt. Lakói a 16. században unitárius vallásra tértek. Giorgio Basta katonái 1602-ben elpusztították. A 17. század első felében visszatért a kálvinizmushoz, romos templomával ekkor Sajószentandrás filiája volt. 1694-től számos kisebb nemesi család tulajdonolt benne birtokrészeket. Határa termékenynek számított a vidéken. 1700-ban tizenhat jobbágycsalád, 1750-ben tizennyolc jobbágy, 21 házas és kilenc házatlan zsellér, tizenhat kóborló, négy cigány, két szabados és egy kuriális nemes családfő lakta. Református egyházközsége 1705-ben lett anyaegyházzá és 1766-ban, Sajókeresztúrral együtt, 24 férfit és 36 asszonyt számlált. 1767-ben 218 ortodox és 42 görögkatolikus lelket írtak össze benne. (Később az ortodox románok is görögkatolikus hitre tértek.) 1876-ig Doboka vármegyéhez tartozott, akkor Szolnok-Doboka vármegye Bethleni járásához csatolták. Reformátusai 1888-ban még saját papot tartottak, 1898-ban már a szászbrétei körlelkész szolgált be ide.

## Látnivalók
- Az eredetileg valószínűleg 14. századi református templom a 15–16. században gótikus stílusú átalakításon esett át. A gyülekezet nélküli templomhoz harangláb tartozik.

## Híres emberek
- Itt született 1922-ben Tőkés Ottó kommunista politikus, a NÉKOSZ egyik vezetője, Rajk László belügyminiszter titkára.